# Archangiopteris itoi
Archangiopteris itoi là một loài dương xỉ trong họ Marattiaceae. Loài này được W.C. Shieh mô tả khoa học đầu tiên năm 1970.